# Foster
|  | For månekrateret, se Foster (månekrater) |
Et foster er betegnelsen for et dyr, herunder mennesker, fra det undfanges til det fødes.
Det er starten på et menneskes liv. Efter 10 uger er hjertet helt udviklet, alle organerne er dannede og fingrene og fødderne er begyndt at blive dannede.